# Vogtlands voetbalkampioenschap 1909/10
In 1909/10 werd het derde Vogtlands voetbalkampioenschap gespeeld, dat georganiseerd werd door de Midden-Duitse voetbalbond. 
FC Apelles Plauen werd kampioen en plaatste zich voor de Midden-Duitse eindronde, waar de club met 5-1 verloor van SC Erfurt 1895. 

## 1. Klasse
| Plaats | Club                        | Wed. | W  | G | V  | Saldo | Ptn.  |
| ------ | --------------------------- | ---- | -- | - | -- | ----- | ----- |
| 1.     | FC Apelles Plauen           | 12   | 11 | 1 | 0  | 69:04 | 23:01 |
| 2.     | 1. Vogtländischer FC Plauen | 12   | 7  | 1 | 4  | 62:15 | 20:04 |
| 3.     | FC Concordia Plauen         | 12   | 7  | 1 | 4  | 49:32 | 15:09 |
| 4.     | FC Britannia 1904 Plauen    | 12   | 5  | 1 | 6  | 27:25 | 11:13 |
| 5.     | FV Wettin Plauen            | 10   | 2  | 2 | 6  | 16:38 | 06:14 |
| 6.     | Plauener BC 1905            | 12   | 1  | 1 | 10 | 18:65 | 03:21 |
| 7.     | FC Germania Plauen          | 10   | 1  | 0 | 9  | 8:70  | 02:18 |

|  | Kampioen, geplaatst voor Midden-Duitse eindronde |
|  | Promotie-Degradatie play-off                     |

Promotie-Degradatie play-off
|                  |                        |        |                    |  |
| 28 augustus 1910 | FC Wacker Plauen-Reusa | 12 – 0 | FC Germania Plauen |  |
| 28 augustus 1910 |                        |        |                    |  |